# ولینگتون (فلوریدا)
ولینگتون (به انگلیسی: Wellington) روستای در شهرستان پام بیچ، فلوریدا است که در سال ۱۹۹۵ بنیان‌گذاری شده‌است. این روستا طبق سرشماری سال ۲۰۱۰ میلادی، ۵۶٬۵۰۸ نفر جمعیت داشته و مساحت آن نیز ۱۱۶٫۶ کیلومتر مربع است.